# Good 4 U
«Good 4 U» (estilizada en minúsculas) es una canción interpretada por la cantautora estadounidense Olivia Rodrigo. Fue lanzada el 14 de mayo de 2021, a través de Geffen e Interscope Records, como el tercer sencillo del álbum de estudio debut de Rodrigo, Sour, el cual fue lanzado el 21 de mayo de 2021. La canción fue anunciada el 10 de mayo a través de las redes sociales de Rodrigo. Fue escrita por Rodrigo y Dan Nigro, con producción de Nigro y Alexander 23.
«Good 4 U» es una canción de pop-punk, pop rock y teen pop. Está ambientada con guitarras eléctricas y batería, con letras dirigidas a un antiguo novio que se recuperó muy rápido después de una ruptura. Recibió críticas entusiastas de los críticos musicales, quienes encontraron la instrumentación nostálgica de las décadas de 1990 y 2000, y elogiaron el lirismo nítido de Rodrigo. El video musical que la acompaña presenta a Rodrigo como una animadora que busca venganza, aludiendo visualmente a las películas de culto de la década del 2000, The Princess Diaries y Jennifer's Body.

## Antecedentes y lanzamiento
Rodrigo anunció su álbum de estudio debut Sour el 1 de abril de 2021. «Good 4 U» ocupó el sexto lugar en la lista de canciones. El 10 de mayo, Rodrigo anunció a través de sus cuentas de redes sociales que «Good 4 U» se convertiría en el tercer sencillo de Sour el 14 de mayo, después de Drivers License y Deja Vu. Junto con el anuncio, también reveló la portada de la canción. Rodrigo había mostrado el nombre de la canción en una imagen promocional de Deja Vu.

## Composición y letras
«Good 4 U» es una canción de pop-punk, pop rock y pop adolescente con inflexiones alternativas. Su instrumentación está impulsada por un conjunto de guitarras y bajos eléctricos inspirados en la década de 1990. Fue escrita por Rodrigo y Dan Nigro, y producida por Nigro y Alexander 23. La canción comienza con una línea de bajo staccato y la voz de Rodrigo entregada en un tono suave, que luego se une a una guitarra enérgica antes de caer en el coro de batería. El segundo verso vuelve a la línea de bajo original con ritmos de batería «cadenciosos» añadidos y armonías de respaldo, y asciende lentamente a la entrega vocal «casi gritando» de Rodrigo. La letra confronta a un examante que ha superado muy rápidamente la relación con Rodrigo, utilizando abundantes comentarios sarcásticos. Marca una desviación de los sencillos anteriores de Rodrigo, «Drivers License» y «Deja Vu», que presentaban una emoción melancólica y más lenta.

### Polémica por créditos
Tras la publicación de Sour en mayo de 2021, Rodrigo y Nigro fueron objeto de críticas por presuntamente haber copiado deliberadamente la composición y el estilo de varias canciones. Concretamente, dos de los temas más mencionados fueron «1 Step Forward, 3 Steps Back» y «Deja Vu», que, según los expertos, compartían similitud con «New Year's Day» y «Cruel Summer», ambos interpretados por Taylor Swift y coescritos por ella junto a Jack Antonoff. Ante las acusaciones, Rodrigo declaró que en efecto se había inspirado en la composición musical de dichas canciones y posteriormente tanto Swift como Antonoff fueron añadidos a los créditos del álbum.
Originalmente, Rodrigo y Nigro eran los únicos acreditados como compositores de «Good 4 U», pero diversos expertos y seguidores de la artista notaron similitudes con el tema «Misery Business» publicado por la banda Paramore en 2007. Con la reciente polémica de los créditos en Sour y la creciente popularidad de «Good 4 U», Rodrigo y Nigro fueron acusados de también copiar «Misery Business». Ante las nuevas acusaciones, Rodrigo anunció en agosto de 2021 que los créditos de «Good 4 U» ahora incluirían a Hayley Williams y Josh Farro, compositores de «Misery Business», y ambos recibirían una compensación de la mitad de las regalías de la canción. Al respecto, la revista Billboard estimó que, hasta el momento del anuncio, «Good 4 U» había generado ganancias de al menos 2.4 millones de dólares, de las cuales Williams y Farro recibirían 1.2 millones. Tal decisión fue criticada por algunos medios, que consideraban absurdas algunas de las similitudes y cuestionaron el valor de la originalidad en la industria musical.

## Recepción de la crítica
Tomás Mier de People ha descrito la canción como una «pista desgarradora llena de un angustioso sonido pop-rock». Rob Sheffield de Rolling Stone elogió la versatilidad musical de Rodrigo y destacó las influencias de Taylor Swift en «Good 4 U». La crítica de Ellise Shaffer de Variety apodó la canción como un «himno nostálgico de la angustia» que evoca un «sentimiento catártico y vibrante que recuerda a Hole de finales de los 90 o al inicio de Paramore, pero con un estilo más pop». Claire Dodson de Teen Vogue dijo que «Good 4 U» da «puro pop-punk de la década de 2000», aparte de la «composición espectacular» de Rodrigo. Dodson encontró la voz de Rodrigo versátil, moviéndose fácilmente entre estilos similares a la voz de Swift en «We Are Never Ever Getting Back Together», y la de Alanis Morissette y Hayley Williams, para convertirse en «algo original». Sydney Bucksbaum, que escribe para Entertainment Weekly, llamó al sencillo un «himno de ruptura pop-punk» y un «éxito inmediato», subrayando las similitudes de la canción con Misery Business de Paramore.  De acuerdo, Halle Kiefer de Vulture también nombró a la canción una «pista enojada»" que evoca «Misery Business» de «la mejor manera posible».
En 2023, apareció en película de comedia romántica estadounidense Zoey 102, secuela de la serie de televisión Zoey 101.

## Video musical
Un video musical dirigido por Petra Collins fue lanzado junto con la canción el 14 de mayo de 2021. El video musical hace referencia a películas de terror como Audition y Jennifer's Body. Rodrigo fue preparada por el vlogger Devon Carlson para el video. En el video, Rodrigo aparece en una variedad de estilos, incluido un uniforme de porrista de The Princess Diaries (también aparece en la portada). Ella interpreta el papel de una estudiante de secundaria en busca de venganza, destruyendo el dormitorio de su exnovio y prendiendo fuego a sus pertenencias. El fuego es un guiño al video musical de Picture to Burn de Swift, que también sigue un concepto vengativo similar.

## Presentaciones en vivo
Rodrigo interpretó «good 4 u» por primera vez el 15 de mayo de 2021, junto con «drivers license», en Saturday Night Live, también el 30 de junio de 2021 en su concierto virtual «SOUR prom». El 12 de Septiembre en los MTV VMAs (Video Music Awards) del 2021 y un Performance Especial con nuevos arreglos musicales en su documental para Disney plus: «Driving Home 2 U».

## Créditos y personal
Créditos adaptados de Tidal.
- Olivia Rodrigo - voz, composición
- Hayley Nichole Williams - composición
- Joshua Neil Farro - composición
- Dan Nigro - composición, producción, grabación, coros, guitarra acústica, bajo, programación de batería, guitarra eléctrica, sintetizador
- Alexander 23 - producción, coproducción, coros, bajo, programación de batería, guitarra eléctrica
- Randy Merrill - masterización
- Mitch McCarthy - mezcla
- Ryan Linvill - asistente de grabación

## Posicionamiento en listas
| Chart (2021)                                | Peak position |
| ------------------------------------------- | ------------- |
| Argentina (Argentina Hot 100)               | 27            |
| Australia (ARIA)                            | 1             |
| Austria (Ö3 Austria Top 40)                 | 1             |
| Bélgica (Flandes) (Ultratop 50)             | 1             |
| Bélgica (Valonia) (Ultratop 50)             | 23            |
| Bolivia (Monitor Latino)                    | 18            |
| Brasil (UBC Top Streaming)                  | 6             |
| Canadá (Canadian Hot 100)                   | 1             |
| República Checa (Singles Digitál Top 100)   | 1             |
| Dinamarca (Tracklisten)                     | 1             |
| República Dominicana Anglo (Monitor Latino) | 13            |
| Finlandia (OFC)                             | 3             |
| Francia (SNEP)                              | 21            |
| Alemania (Offizielle Deutsche Charts)       | 1             |
| Global 200 (Billboard)                      | 1             |
| Hungría (Single Top 40)                     | 12            |
| Hungría (Stream Top 40)                     | 1             |
| India International (IMI)                   | 5             |
| Irlanda (IRMA)                              | 1             |
| Italia (FIMI)                               | 29            |
| Japón Hot Overseas (Billboard)              | 1             |
| Lituania (AGATA)                            | 7             |
| Malasia (RIM)                               | 2             |
| México (Los 40)                             | 1             |
| Países Bajos (Dutch Top 40)                 | 1             |
| Países Bajos (Mega Single Top 100)          | 1             |
| Nueva Zelanda (Recorded Music NZ)           | 1             |
| Noruega (VG-lista)                          | 1             |
| Panamá (Monitor Latino)                     | 18            |
| Portugal (AFP)                              | 1             |
| Singapur (RIAS)                             | 1             |
| Eslovaquia (Singles Digitál Top 100)        | 1             |
| España (Top 100 Canciones)                  | 13            |
| Suecia (Sverigetopplistan)                  | 2             |
| Suiza (Schweizer Hitparade)                 | 1             |
| Reino Unido (UK Singles Chart)              | 1             |
| US Billboard Hot 100                        | 1             |
| US Adult Contemporary (Billboard)           | 27            |
| US Adult Top 40 (Billboard)                 | 24            |
| US Mainstream Top 40 (Billboard)            | 6             |

## Premios y nominaciones
| Año  | Premiación                             | Categoría                     | Resultado | Ref.          |
| ---- | -------------------------------------- | ----------------------------- | --------- | ------------- |
| 2021 | Nickelodeon Kids' Choice Awards México | Éxito global                  | Nominado  | [ 68 ]        |
| 2021 | MTV Millennial Awards (Brasil)         | Éxito global                  | Nominado  | [ 69 ]        |
| 2021 | MTV Video Music Awards                 | Mejor vídeo pop               | Nominado  | [ 70 ] [ 71 ] |
| 2021 | MTV Video Music Awards                 | Canción del Verano            | Nominado  | [ 70 ] [ 71 ] |
| 2021 | NRJ Music Awards                       | Canción internacional del año | Nominado  | [ 72 ]        |
| 2021 | People's Choice Awards                 | La canción de 2021            | Nominado  | [ 73 ]        |
| 2021 | People's Choice Awards                 | El videoclip de 2021          | Nominado  | [ 73 ]        |
| 2022 | Premios Grammy                         | Mejor videoclip               | Nominado  | [ 74 ]        |

## Historial de lanzamientos
| Región    | Fecha              | Formato                    | Discográfica      | Ref.   |
| --------- | ------------------ | -------------------------- | ----------------- | ------ |
| Varios    | 14 de mayo de 2021 | Descarga digital streaming | Geffen Interscope | [ 3 ]  |
| Australia | 17 de mayo de 2021 | Contemporary hit radio     | Universal         | [ 75 ] |